# Schäfflertanz
El baile de los toneleros (Alemán: Schäfflertanz) es la danza de este gremio que surgió, originalmente, en Múnich. La costumbre la expandieron los oficiales jornaleros a comienzos del siglo XIX y se estableció que el baile se celebrase cada siete años. Actualmente, es una tradición común en la región de Baviera.

## Historia

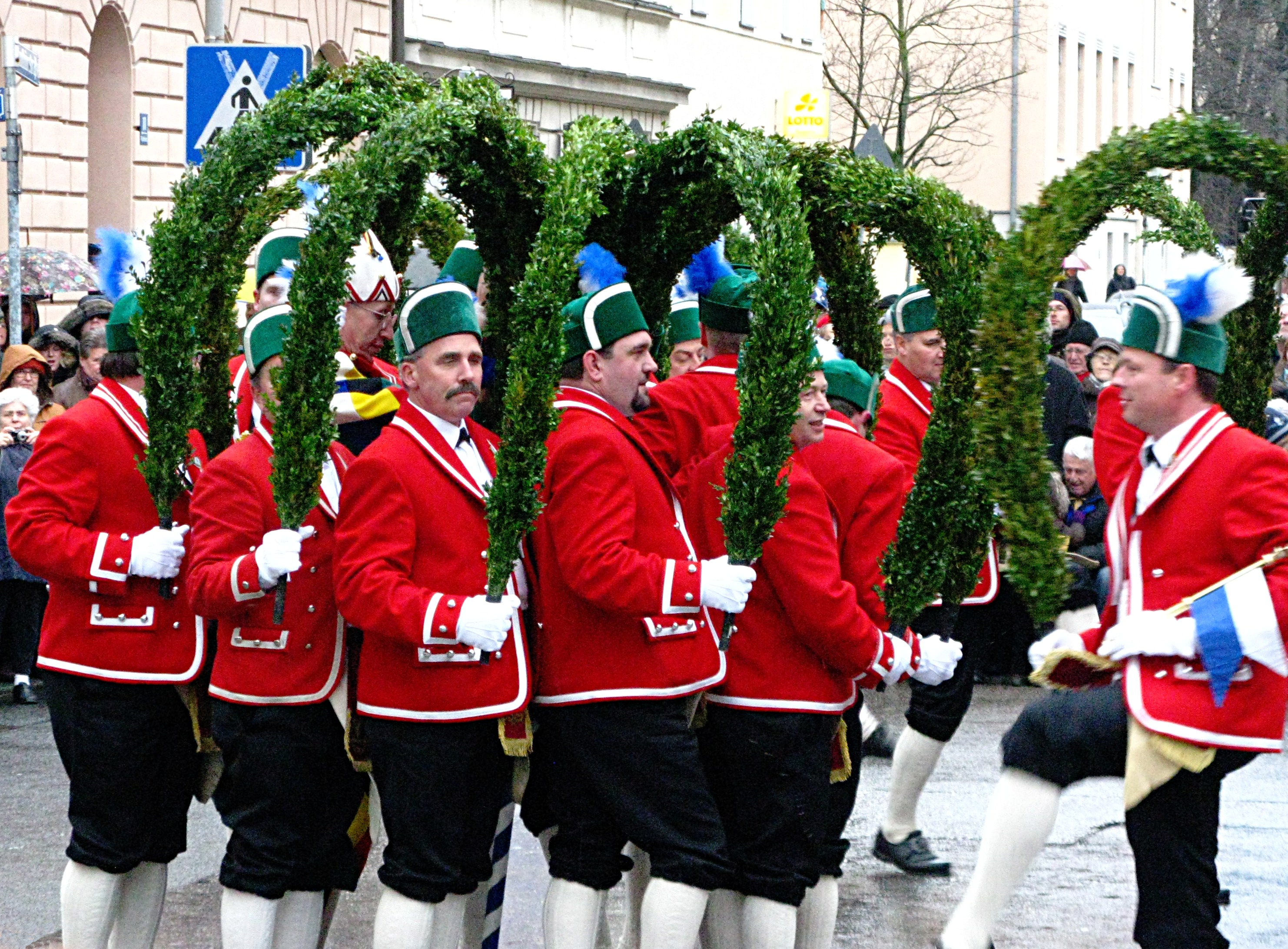
Shäfflertanz en Neushaussen, 2012.

Los primeras celebraciones documentadas sobre el Schäfflertanz se remontan a 1702, cuando el alcalde de Múnich aprobó la representación del baile como una tradición consolidada. Sin embargo, la fecha 1517 prevaleció en la literatura tras la publicación del libro de Anton Baumgarten (1761–1831).
Der Schäffler-tanz in Münchhen en 1830, que dio origen a la desacreditada leyenda sobre el inicio de la tradición, después de la plaga de 1517, sobre la que se había creado para animar el espíritu de la gente, “para hacer que salieran de casa”, aunque otros autores sugirieron otras fechas. Aun así, no existen registros en las crónicas sobre ninguna plaga en Múnich durante este periodo. No obstante, el 500º aniversario se celebró en 2017, aunque no hay indicios claros sobre el origen de la celebración cada siete años.

## Baile y música

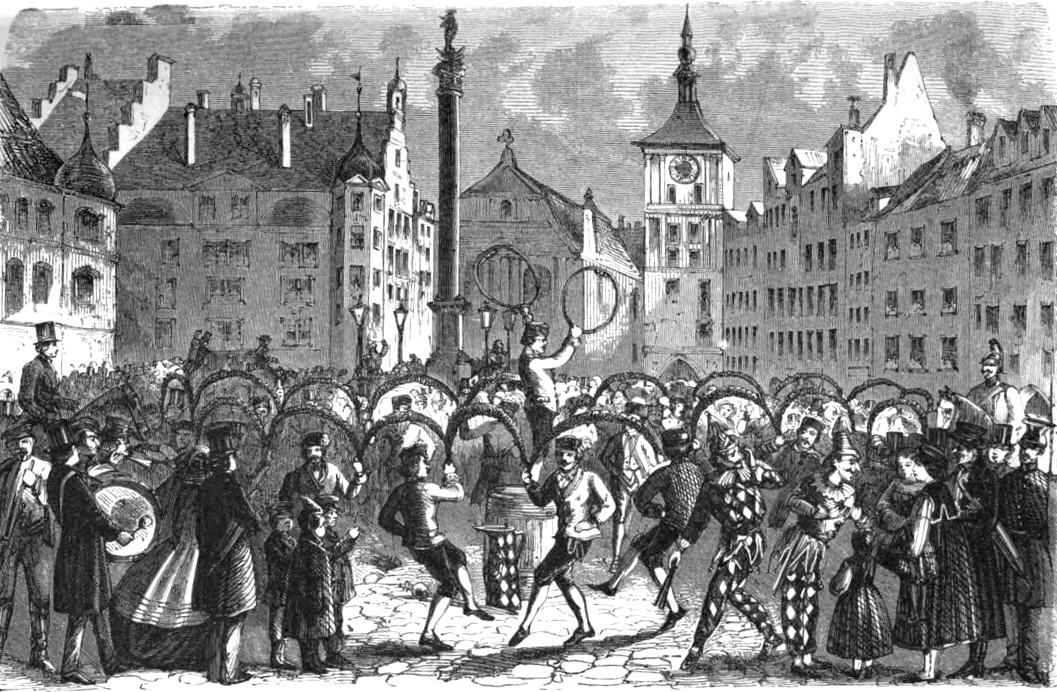
Volteador de aros entre la gente. Shäfflertanz en Múnich,1863

La coreografía del baile se estandarizó en el siglo XIX. Tras desfilar en distintas formaciones y representar figuras básicas uno de los bailarines realiza el número final del balanceo de aros de barril. El volteador que los mueve sostiene dos aros que llevan chupitos del licor típico schnapps. La idea es balancearlos de una manera compleja sin que se le derramen los schnapps (gracias a la fuerza centrífuga).
De las otras tradiciones del baile, solo se mantuvo la vestimenta: camisa y chaleco blancos, chaqueta roja, delantal de piel, pantalones bombachos, fajín, zapatos tradicionales de estilo clásico brogue y un gorro verde adornado con plumón. El autor de la melodía estándar actual (la llamada Segunda o Nueva Schäfflertanz de Múnich de 1866) es Johann Wilhelm Siebenkäs (1826-1888). La Primera o Antigua Schäfflertanz de Múnich actualmente está en desuso y fue creada por Peter Streck.